# Artesanía movima

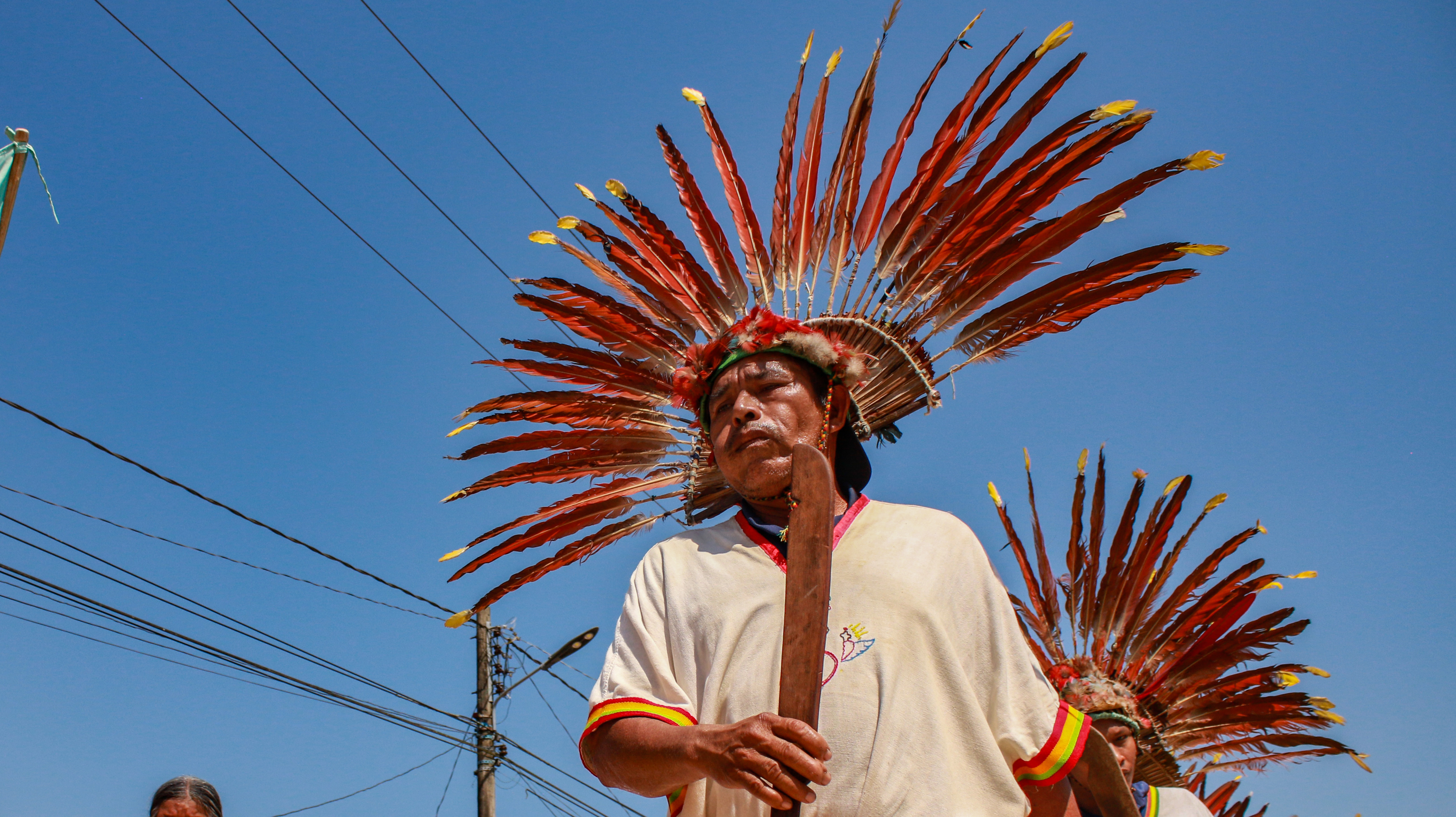
Machetero con tocado de plumas

La artesanía movima es un tipo de artesanía indígena boliviana, realizada por el pueblo movima. Los movimas se encuentran en Santa Ana de Yacuma en la provincia Yacuma del departamento del Beni.
La artesanía movima se realiza tanto para uso personal como para generar ingresos económicos adicionales. La artesanía se elabora con herramientas menores como utensilios de cocina y herramientas para la ganadería. Los ingresos por la elaboración de la artesanía son en promedio de Bs 800 al año por familia. Generalmente, las comunidades movima que no tienen acceso a tierra con aptitud agrícola se dedican sobre todo a la actividad artesanal con fines comerciales. Actualmente, existe una Asociación de Artesanos Indígenas Movimas. Sin embargo, la práctica artesal disminuyó debido a falta de incentivos y a que las familias movima no tienen un lugar donde vender sus productos o una estrategia de comercialización.

## Ritualidad
Antes de recolectar los materiales para la elaboración de artesanías, los movima piden permiso a los amos del monte Kaychol o Bo:lawque y les agradecen ofreciéndoles cigarrillos y chivé para que nada malo ocurra

## División del trabajo
El conocimiento se transmite de generación en generación. Todos los miembros de la familia se involucran en la producción artesanal, desempeñando funciones distintas según su sexo y su edad. Usualmente las mujeres realizan trabajos de cestería y tejidos en algodón. Los hombres, por su parte, se encargan del tallado en madera y el trabajo en cuero. Los hijos mayores acompañan en estas labores y los menores se dedican a observar y fabricar objetos de prueba.

## Tipos y materiales
El pueblo movima elabora sus artesanías con diversos materiales, como ser madera, fibras vegetales (incluyendo algodón y motacú), semillas, barro y partes de animales. 

### Madera
Los artefactos que se realizan con madera son: canoas y canastos (ju:ve), tacúes (emłdu’u), sillas (si:ya), trapiches (tarapi:chi), carretones (kare:ta), machetes (sawi:pa), máscaras (wakamosi), mesas (me:sa), gavetas (rawe:ta), manijas (barinkwa), rodillos (mase:ta), tenedores (tirinchi), cucharas (sawła) y remos (saylaye:do). 

### Barro
Se trabaja con tres tipos de arcilla, amarilla, roja y negra, y se realizan los siguientes objetos: tiestos (wereycho), tinajas (loto:ba), cazuelas (wu’tu), ollas (tomo:re), platos (cha:do), vasos (waso) y mecheros (mechawando).

### Fibras vegetales

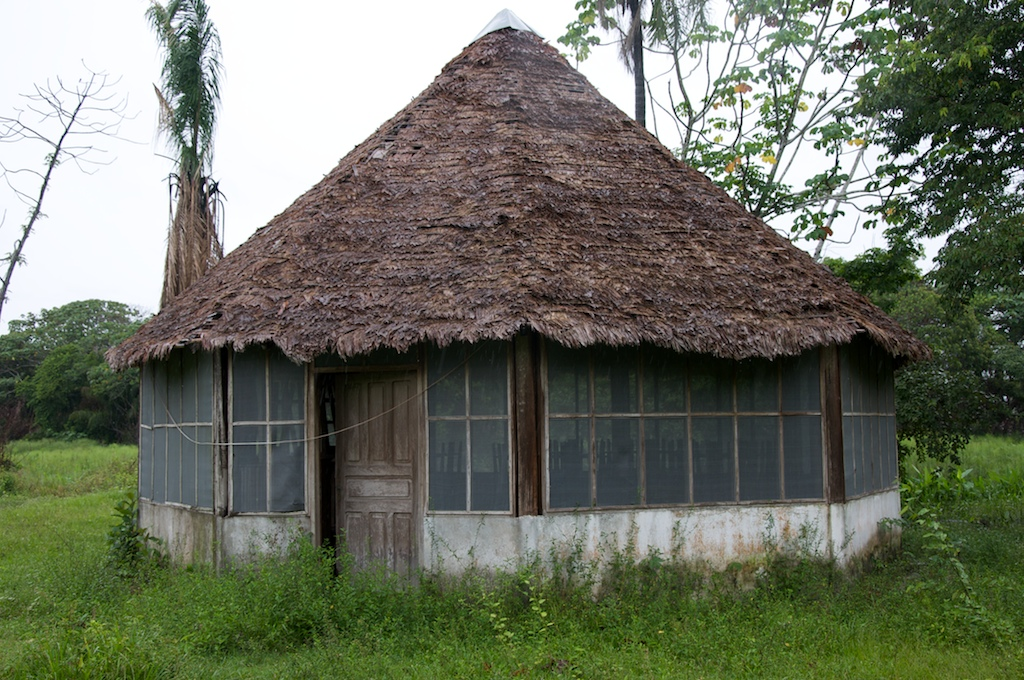
Techado de fibras naturales

Las fibras vegetales con las que trabajan los movima incluyen algodón, motacú y semillas: esteras (powol), venteadores (bo:ve), sombreros (chorankwanto), coronas (chimpa), collares (nowe:di), aretes (mo’toto), rosarios (nowe:di), bolsas (sandinŧwno), canastos (bovemo d’ saresmo), sopladores y venteadores (bo:ve), escobas (dulwenkwa), ropa (do’we), pantalones (karso:ne), camisetas (mariko’ojel) y hamacas (sele).

### Partes de animales
Se usan huesos, cuero, plumas y grasa para realizar velas, instrumentos musicales (como pífanos y tambores), sillas, calzados, cinturones, billeteras, tapetes, plumeros y tocados de plumas para la Danza de los macheteros.